# Stanisław Leszczyński (Musiktheoretiker)
Stanisław Leszczyński (* 1951) ist ein polnischer Musikkritiker, Publizist und Musikmanager.

## Leben
Leszczyński absolvierte sein Studium der Musiktheorie an der Musikakademie in Warschau. Von 1979 bis 1981 war er Leiter der Abteilung für Klassische Musik des staatlichen Musiklabels Polskie Nagranie. Seit 1984 lehrt er an der Musikakademie in Warschau. Von 1988 bis 1991 war er Programmberater der Nationalphilharmonie und anschließend von 1991 bis 1994 Direktor der Musikaufnahmen des Radiosenders Polskie Radio, wo er das Studio S-1 mitbegründet hat. 1995 war er Mitbegründer des Musiklabels CD Accord. Von 1998 bis 2003 war er stellvertretender Künstlerischer Leiter des Teatr Wielki – Opera Narodowa in Warschau. Von 2004 bis Februar 2012 war stellvertretender Direktors für Musikerziehung, Aufnahmen und Konzerte im Narodowy Instytut Fryderyka Chopina.

## Herausgeberschaft
Leszczyński initiierte, redigierte und publizierte Alben polnischer Musiker wie Adam Jarzębski, Ignacy Feliks Dobrzyński, Frédéric Chopin, Stanisław Moniuszko, Karol Szymanowski, Krzysztof Penderecki, Witold Lutosławski mit der Beteiligung von Künstlern wie Artur Rubinstein, Martha Argerich, Fou Cong, Stanisław Skrowaczewski, Jerzy Maksymiuk, Marilyn Horne und des Orchesters des 18. Jahrhunderts.

## Auszeichnungen
- 1993 Paszport Polityki in der Kategorie Klassische Musik